# Palacio La Alhambra
El Palacio La Alhambra es un inmueble de inspiración neoárabe hispano-musulmán, ubicado en la calle Compañía 1340, comuna de Santiago, en Santiago de Chile, diseñado por Manuel Aldunate, arquitecto chileno que viajó especialmente a España para estudiar el palacio-fortaleza original en Granada, Andalucía.
Actualmente es utilizado como sede de la Sociedad Nacional de Bellas Artes y fue declarado monumento nacional por el decreto ley n.º 723 del 15 de junio de 1973, del Ministerio de Educación Pública, promulgado durante el gobierno del presidente Salvador Allende.

## Historia

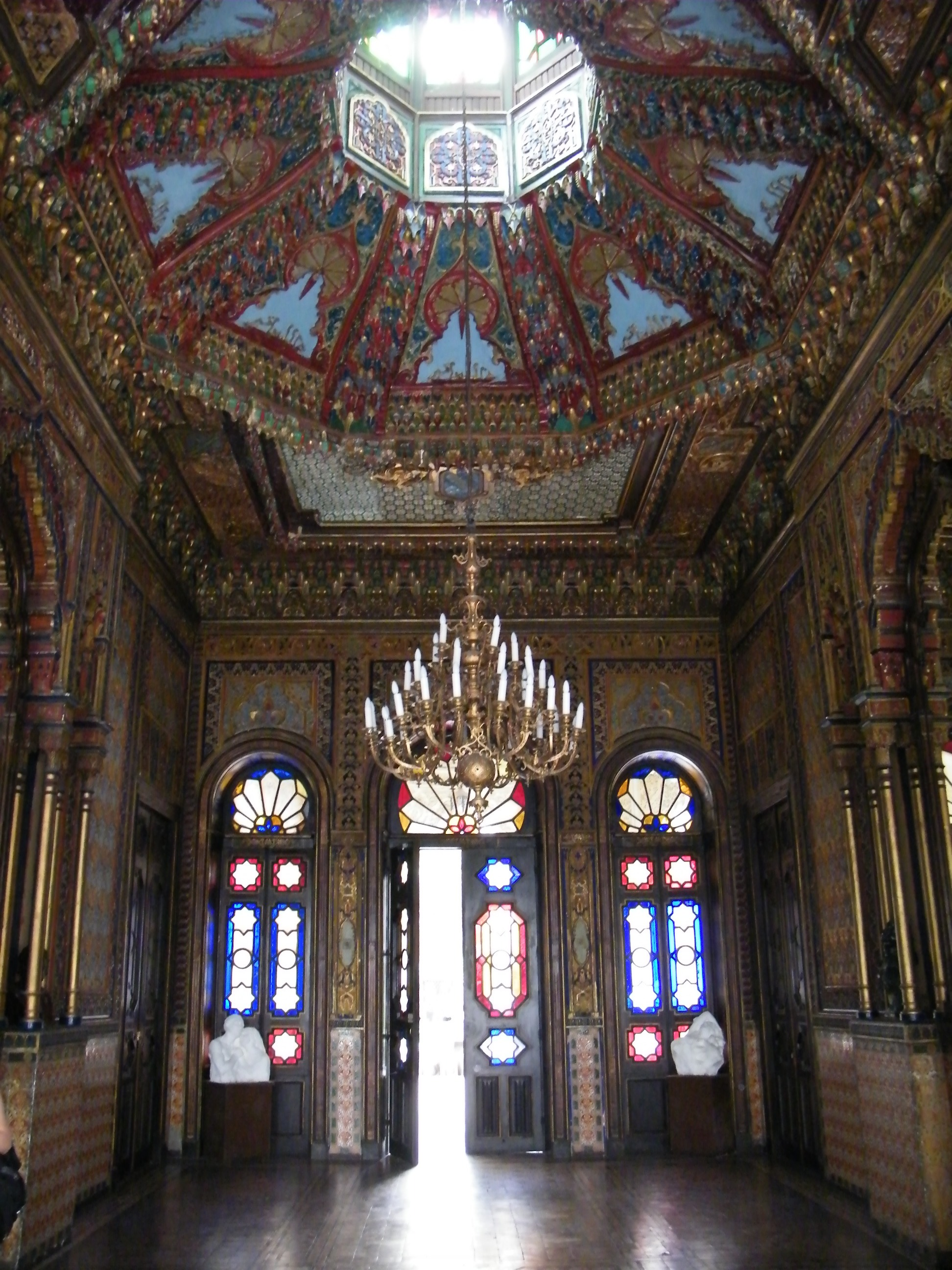
Interior del palacio.

Don Francisco Ignacio de Ossa y Mercado era minero y miembro de la Comisión Conservadora. Encargó la construcción de un monumento reluciente en Santiago al arquitecto Manuel Aldunate. Para ello, lo mandó a viajar por Europa y África, pudiendo así reunir las referencias de la Arquitectura islámica –específicamente del palacio de Alhambra de Granada y el Alcázar de Sevilla- necesarias lograr una réplica del Palacio de la Alhambra de Granada.
Al momento en que el señor Ossa fallece, el palacio fue comprado por el señor Claudio Vicuña Guerrero –Ministro de Hacienda del gobierno del presidente Balmaceda- quién se preocupó de seguir adecuando el mobiliario al estilo Islámico mandando a hacer muebles en París. La propiedad estuvo a manos de él hasta el año 1891, cuando pasó a ser propiedad militar convirtiéndose en cuartel, perdiéndose el mobiliario debido a que fue saqueado.
En el año 1900 el cuartel militar fue devuelto al señor Claudio Vicuña, quien tomó la decisión de poner en venta la propiedad que fue, finalmente, adquirida por don Julio Garrido Falcón, un filántropo chileno, con la condición de que se encargara de la restauración del monumento. Tuvo el Palacio hasta 1940 ya que no tenía más recursos para seguir la mantención del monumento y lo donó a su amigo Pedro Reszka Moreau quien era presidente de la Sociedad Nacional de Bellas Artes.
El presidente Salvador Allende era un gran admirador de esta obra y, al mismo tiempo, amigo del presidente de la Sociedad Nacional de Bellas Artes, por ende, en el año 1973 fue declarada Monumento Nacional. Hoy en día, sigue bajo la Sociedad Nacional de Bellas Artes donde se imparten talleres de pintura, dibujos y exposiciones.
Con los terremotos ocurridos en Chile, el palacio ha sufrido diversos daños. El que más le afectó fue el reciente 27-F (ocurrido el 27 de febrero de 2010), que generó muchos daños a nivel de decoración y tabiques siendo clausurado 2/3 del edificio -desde el gran salón hasta el patio final- por el Ministerio de Obras Públicas. El Ministerio de Vivienda y Urbanismo de Chile, el Consejo Nacional de la Cultura y las Artes, varias instituciones y ciertas Embajadas se encuentran haciendo donaciones para realizar los arreglos que necesita el palacio para volver a ser utilizado en su totalidad.
En 2009, la embajada de Marruecos -a través de uno de sus consejeros, Abdelila Nejjari-, se comprometió a iniciar los trabajos de restauración del Palacio, aportando dineros para ello. Sin embargo, las diferentes áreas del Palacio la Alhambra resultaron severamente afectadas a causa del terremoto del 27 de febrero de 2010, debiéndose postergar el ofrecimiento del Reino de Marruecos hasta que la parte chilena resuelva el problema de los daños estructurales.    
El 11 de junio de 2011, la Dirección de Asuntos Culturales del Ministerio de Relaciones Exteriores de Chile, informó, en su página web oficial que " Tras contactos con el gobierno marroquí, el Rey Mohamed VI prometió como regalo Bicentenario un equipo de especialistas que vendría a realizar un trabajo muy fino en los decorados donde los versos del Corán aparecen escritos casi en filigrana. La única condición era que antes el palacio arreglara algunos problemas de techumbre para evitar filtraciones. Pero vino el terremoto del 2010 y esta vez las secuelas fueron estructurales. La mitad del palacio debió clausurarse por grietas profundas en sus muros y cielos en riesgo. Cayeron más yeserías...la venida de los marroquíes quedó postergada. "Obviamente no se puede alhajar una construcción que debió cerrar la mitad de su edificio por daños mayores, pero Marruecos mantiene la oferta" dijo Martín Donoso, el encargado del área Patrimonio de la Dirac”.
La Dirac subrayó, en otra oportunidad, que "En la restauración también jugará un rol importante el Reino de Marruecos, que con motivo del Bicentenario de la Independencia de Chile, ofreció generosamente apoyar el mejoramiento del edificio en su parte decorativa y su yesería de estilo filigranado nazarí- mudéjar. Esta etapa será realizada por una cuadrilla de yeseros especializados del reino alauí, los cuales, además, efectuarán talleres para transmitir estos conocimientos a restauradores y artesanos chilenos"

## Propietarios
- Entre 1860 y 1862, don Francisco Ignacio de Ossa y Mercado, quien encargó su construcción.

- Entre 1875 y 1900, don Claudio Vicuña, quien fuera Ministro de Hacienda del Gobierno del Presidente don José Manuel Balmaceda.

- Desde 1891 hasta 1900 estuvo confiscado por el Gobierno de Chile y fue utilizado como cuartel.

- En este último año fue recuperado por don Claudio Vicuña, quien lo vendió a don Julio Garrido Falcón, quien lo mantuvo en su dominio hasta 1940,

- 1940, año en que don Julio Garrido Falcón (filántropo) lo dona a la Sociedad Nacional de Bellas Artes para que ésta establezca en el palacio su sede social.

## Descripción
El palacio presenta el esquema de la casona chilena del siglo XIX; a saber, recintos que rodean dos patios y un tercero de servicio unido por un callejón a la calle. 
El edificio, de 1.170 metros cuadrados, es de un piso, salvo la crujía que da a la calle que es de dos. El terreno tiene 1700 metros cuadrados de superficie. 
La característica principal del edificio es su decoración basada en la repetición de elementos formales de la Alhambra de Granada, y realizada en un profuso trabajo de yesería. Los rasgos están todos hechos con arcos de herradura muy esbeltos. 
El acceso principal se produce a través de un zaguán que conduce al primer patio que es de un nivel más bajo que los recintos que lo rodean. El segundo patio, a nivel, posee una "Fuente de los Leones" copia fiel de la original. Entre ambos patios hay una sala vestíbulo muy decorada interiormente cuya jerarquía se produce en el exterior, en su coronamiento con una linterna con vidrios en colores y por sus accesos a los dos patios, los que están enmarcados en pórticos con esbeltas columnas.

## Arquitectura

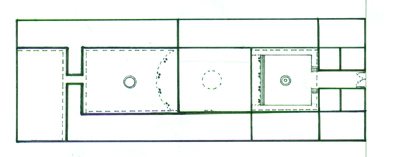
Planta referencial que muestra los diferentes espacios del Palacio

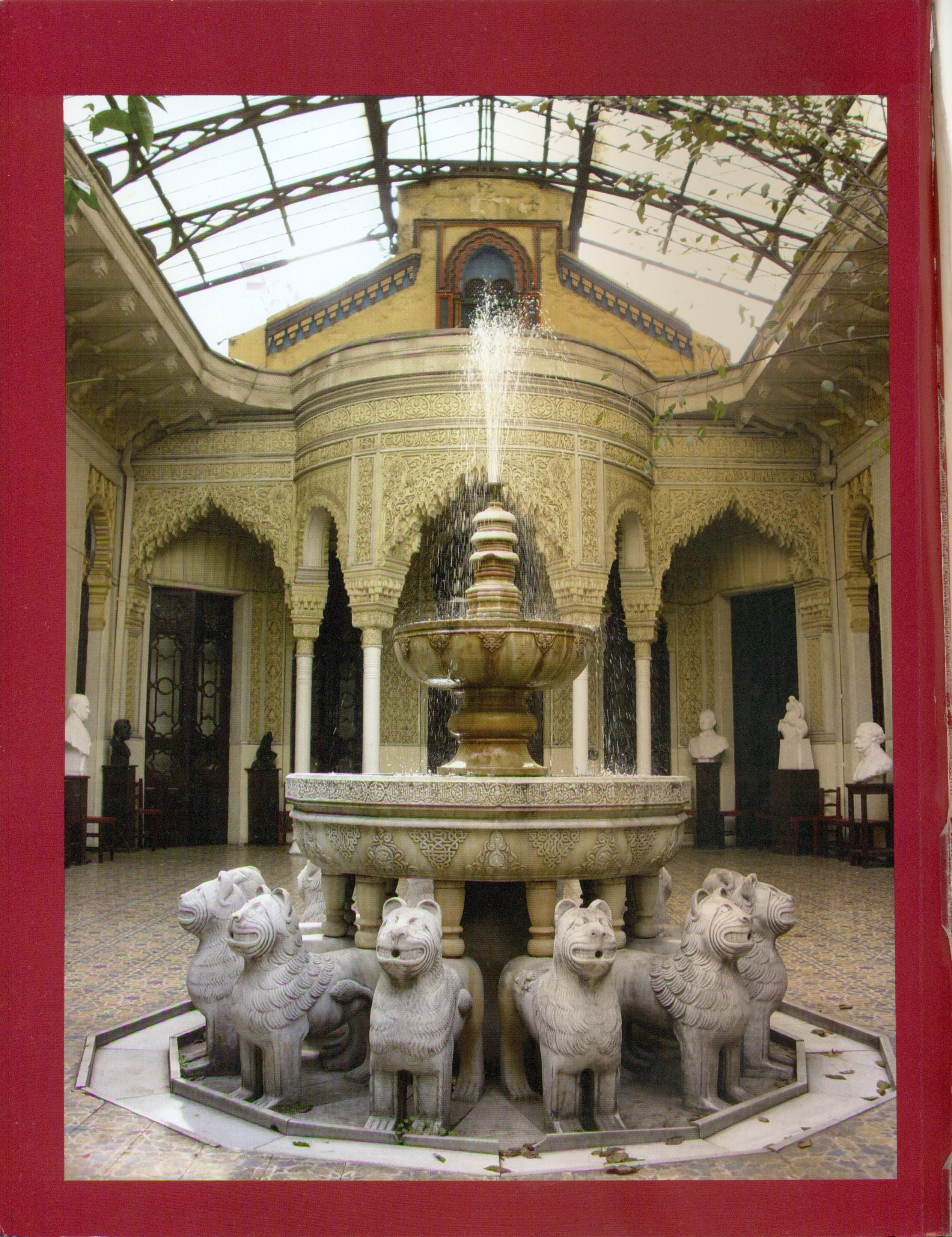
Réplica de la original patio de Los Leones del Palacio de la Alhambra de Granada

El inmueble es un edificio de un piso, exceptuando el sector que da hacia la calle que es de dos pisos. En el interior hay presencia de dos patios interiores; el primero se encuentra a menor altura que el resto del edificio y el segundo, en la parte posterior del palacio y es de dimensiones mayores al primero, también es rescatable que el segundo patio es una réplica de la fuente de los leones del palacio original de la Alhambra. La materialidad preexistente es de madera para la estructura y con adobe doble en los muros. 

### Elementos

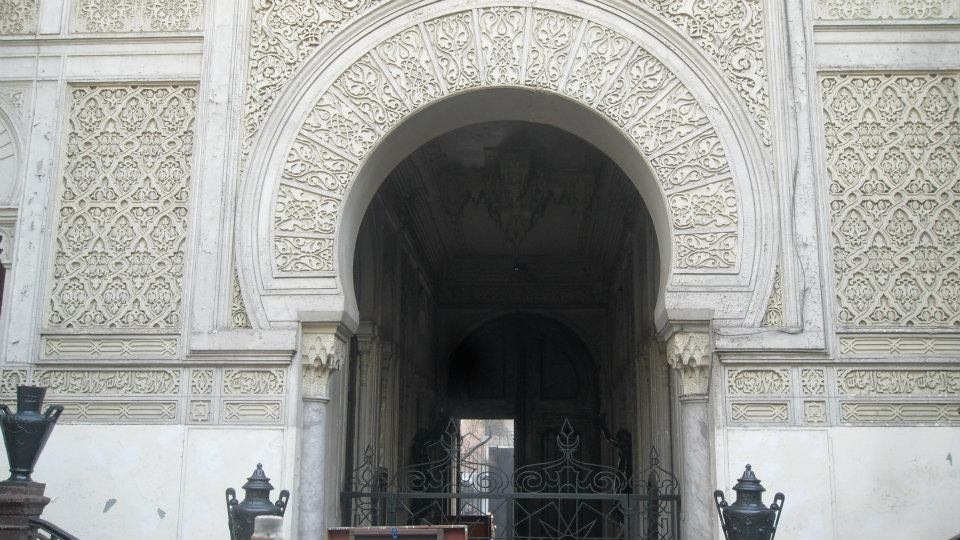

En la fachada se ubica el arco de herradura estilo califal cordobés que se encuentran en el primer nivel, acompañados de dos arcos polilobulados en sus costados (uno a cada lado del arco central) y en el segundo nivel se encuentra un arco mixtilíneo como principal y dos arco conopial que es similar al del orden del primer nivel. Las columnas del primer y segundo nivel son compuestas. En el segundo nivel hay un corredor.

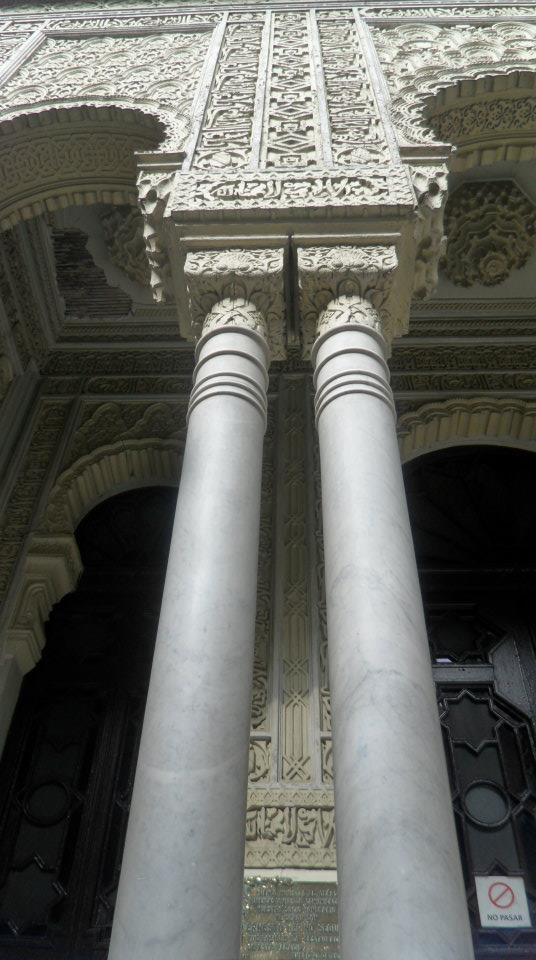

- Entre la fachada y el primer patio está conectado por un zaguán que está decorado con patrones de yeso insertados en el hormigón, provocando así un impacto visual. En los costados hay arcos de herradura de menos magnitud, en comparación al que está en la entrada del palacio y al del patio, en donde el arco que se ve al interior del acceso principal es un arco de medio punto. Tanto el suelo como el cielo se encuentra con mosaicos típicos del islam y las columnas siguen siendo compuestas.
- En el primer patio se encuentra una fachada similar a la del exterior con una pileta en su centro, el edificio rodea el patio acompañado por jarrones en los barandales; también se encuentran los salones principales del edificio bordeándolos y hacia el sur se encuentra el siguiente zaguán, donde se bordea por un arco polilobulado desde la fachada y dos más que decoran el contorno.
- El salón principal del monumento contiene a su máxima expresión en el arte islámico, teniendo una variedad de mosaicos alrededor de la sala, tanto a nivel de piso como al cielo. En el techo hay una cúpula al medio desde cuyo centro desciende un candelabro y en si los mosaicos en esta parte van rodeando la medida de la cúpula. A los lados, un espejo de gran dimensión, acompañado de una columna compuesta doble a cada uno de sus lados, acompañado de diversos tipos de mosaicos.
- El segundo patio interior es el con mayor dimensiones dentro de la construcción, y en él se puede encontrar la famosa réplica de la Fuente de los Leones del Palacio de Alhambra real, en Granada – España, la cual originariamente fue utilizada como un reloj muy particular, indicando las horas según el león que expulsa el chorro de agua. Al salir por el gran salón principal, acompañando a esta gran obra, se encuentra una bóveda semicircular la cual está adornada con patrones geométricos, elaborados con yeso y posados ligeramente en columnas dobles a lo largo de toda la bóveda. Este patio es reconocido por su composición armónica debido a la gran cantidad de vegetación que se encuentra en él, gracias a su ubicación y dimensiones es un lugar muy plácido y reconfortante, como un paraíso en la mitad de la ciudad, la mayor parte de este espacio se encuentra cubierto por un techo anexo a la construcción, y esto permite una sensación de mucho más confort debido a la aislación del sol y el sonido.
- El último patio es más reconocible como un parrón o huerto para la propia construcción, y marca un final. Además antiguamente era utilizado como una salida alterna hacia un callejón que hoy en día está cerrado.